# Small X
Small X, de son vrai nom Abdessamad Lamriq, né le 28 février 1991 à Safi, est un rappeur marocain. Depuis 2006, il formait avec Shobee groupe de rap nommé Shayfeen, avant de décider de poursuivre sa carrière en solo début 2021.

## Carrière
En 2006, il crée avec Chouaib Ribati, connu sous le nom de Shobee, un groupe de rap nommé Shayfeen. Le groupe a acquis une notoriété dans la scène du rap marocain. 
En 2019, dans le cadre du collectif Naar, il collabore avec Dosseh sur Kssiri.
Début 2021, Small X décide de se lancer en solo. Il sort, à l'occasion, XXL,. Il révèle après Phoenix, un EP de sept titres.
En mars 2021, il est parmi les artistes qui ont collaboré avec ElGrande Toto dans son album Caméleon, à travers le titre Thezz,.
En avril 2025, Small a annoncé qu'il avait signé un contrat avec le label new-yorkais Mass Appeal, faisant de lui le premier rappeur du Moyen-Orient et d'Afrique du Nord à rejoindre la liste des membres de ce label influent.

## Discographie

### Singles
- 2021 : XXL
- 2021 : Thezz feat. El Grande Toto
- 2021 : Ouh ouh feat. Inkonnu
- 2022 : Price
- 2022 : Manasich

### EPs
- 2021 : Phoenix
- 2023 : X TAPE CHROMOSOME
- 2025 : NAFIDA